# Висока (Унешић)
Висока је насељено мјесто у Далмацији. Припада општини Унешић у Шибенско-книнској жупанији, Република Хрватска.

## Географија
Висока се налази око 7,5 км јужно од Унешића.

## Историја
До територијалне реорганизације у Хрватској насеље се налазило у саставу бивше велике општине Дрниш.

## Становништво
Према попису становништва из 2011. године, насеље Висока је имало 52 становника.
| Демографија | Демографија | Демографија |
| Година      | Становника  | Становника  |
| ----------- | ----------- | ----------- |
| 1961.       | 431         |             |
| 1971.       | 398         |             |
| 1981.       | 272         |             |
| 1991.       | 151         |             |
| 2001.       | 86          |             |
| 2011.       |             | 52          |